# Grote of Bartholomeüskerk
De Grote of Bartholomeüskerk is een kerk in de stad Schoonhoven, in de Nederlandse provincie Zuid-Holland. 

## Geschiedenis
De kerk werd vermoedelijk in de 13e of 14e eeuw gebouwd aan de Haven. In 1354 werd in elk geval melding gemaakt van een kerk gewijd aan de apostel Bartholomeüs. Het was oorspronkelijk een kruiskerk en werd in 1658 uitgebreid tot hallenkerk en voorzien van zuilen in de Dorische stijl. Volgens een gedenksteen in de kerk werd de noordkap in 1657 geheel vernieuwd en werden de gebreken in 1658 hersteld. Na de Reformatie in de 16e eeuw werd het een protestantse kerk. De katholieken bouwden later een nieuwe eigen kerk aan de Wal, die ook naar Bartholomeüs werd vernoemd.
De toren dateert uit de 15e eeuw. Omdat de toren in de loop der tijd steeds meer uit lood kwam te staan, werd begin 20e eeuw geopperd de toren te slopen. Uiteindelijk werd besloten de kerk en toren te restaureren. Bij de restauratie, die duurde van 1927 tot 1934, werden zestig betonpalen geslagen om omvallen van de toren te voorkomen. De toren staat sindsdien zo'n anderhalve meter uit het lood. Sinds deze restauratie heeft de kerk een zeer breed dwarsschip.
Als koorafscheiding dient een renaissance-oksaal uit de 16e eeuw, dat voor de reformatie dienstdeed als koor- en orgeltribune en nadien werd verbouwd tot herenbank.

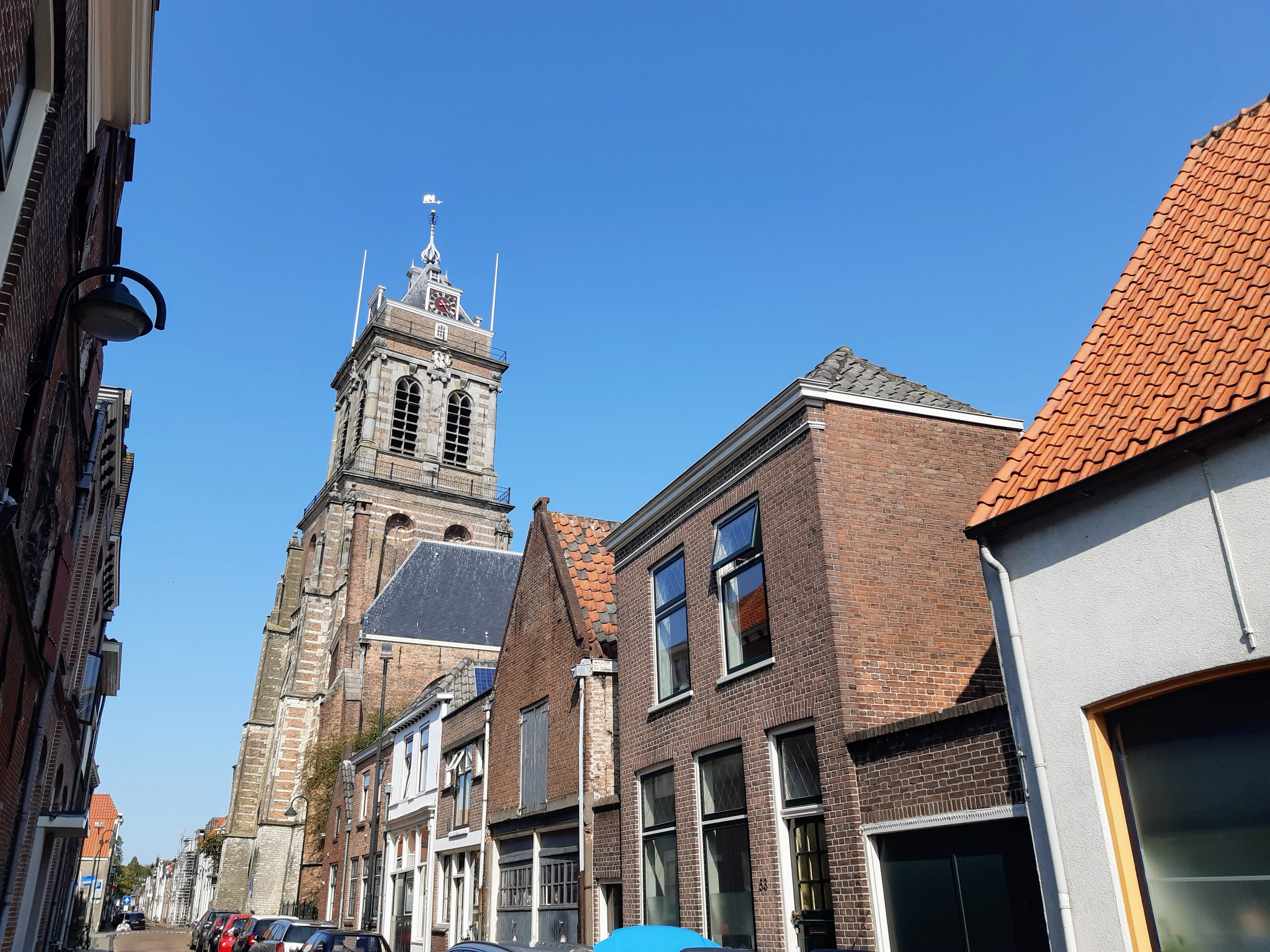
De kerktoren gezien vanaf de Koestraat

De kerk wordt gebruikt voor de erediensten van de Hervormde Gemeente Schoonhoven.

## Bijzondere grafschriften in de kerk

### Olivier van Noort
In de kerk bevindt zich onder meer het graf van ontdekkingsreiziger Olivier van Noort. Zijn grafsteen bevindt zich niet meer op het graf, maar staat in de muur van de kerk. De steen draagt het opschrift: Hic ille est totum velis qui circuit orbem et a Magella quartus Oliverius (Dit is degene die de hele wereld is omgezeild,
(en) als vierde na Magelhães, Olivier).
In 1775 werd een kanon, dat Olivier van Noort aan de stad had geschonken, omgesmolten tot enkele klokken die dienstdoen in het carillon van de kerk. De grootste ervan draagt de volgende inscriptie: Myn schor geloey op reys, voor dapperen van Noort, klinkt na een lange rust, thans in een fray akkoort.

### Livinus van den Borre, hagenprediker
Op 14 januari 1610 overleed de Schoonhovense predikant Livinus van den Borre. Hij was achtenveertig jaar predikant geweest. Volgens zijn grafsteen in de kerk had hij in de begintijd van de reformatie als hagenprediker Godts woort suver en claer int openbaer gepredikt in bosschen, velden en hagen. De aanstelling van een remonstrants predikant als opvolger leidde tot heftig protest van zijn rechtzinnige aanhangers, dat door het Schoonhovense stadsbestuur hardhandig werd bestraft.

## Orgel
In de 15e eeuw was in de kerk al een orgel aanwezig, dat rond 1535 werd vervangen door een orgel dat vermoedelijk werd gemaakt door orgelbouwer Hendrik Niehoff. Bij de restauratie begin 20e eeuw werd het verplaatst. In 1975 werd dit orgel vervangen door een nieuw instrument, gebouwd door de Gebr. Van Vulpen. De orgelkas van het Niehoff-orgel huisvest thans het transeptorgel van de Rotterdamse Laurenskerk.